# أنجبار
الأَنْجُبَار جنس نبات يتبع الفصيلة البطباطية.

## معرض صور

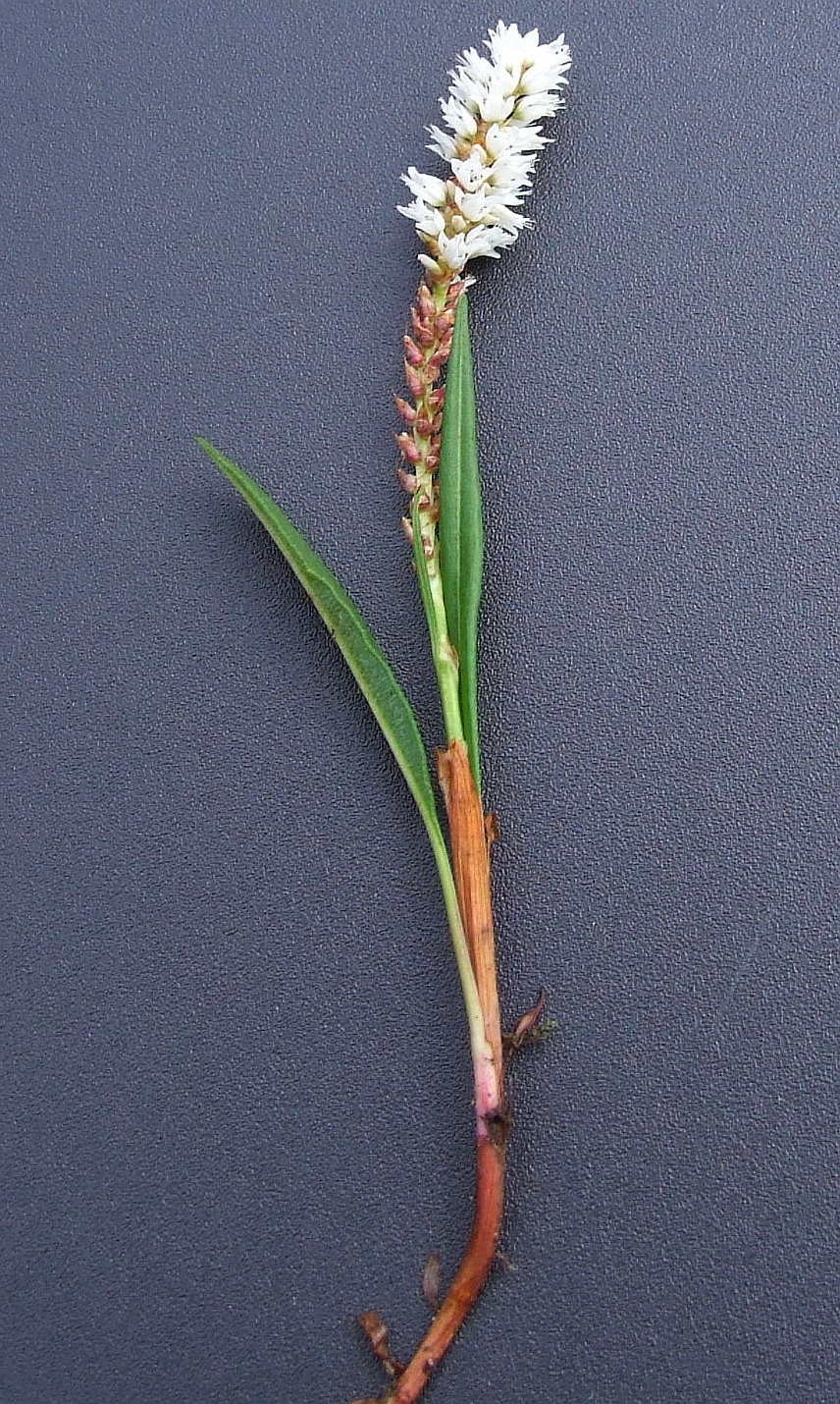
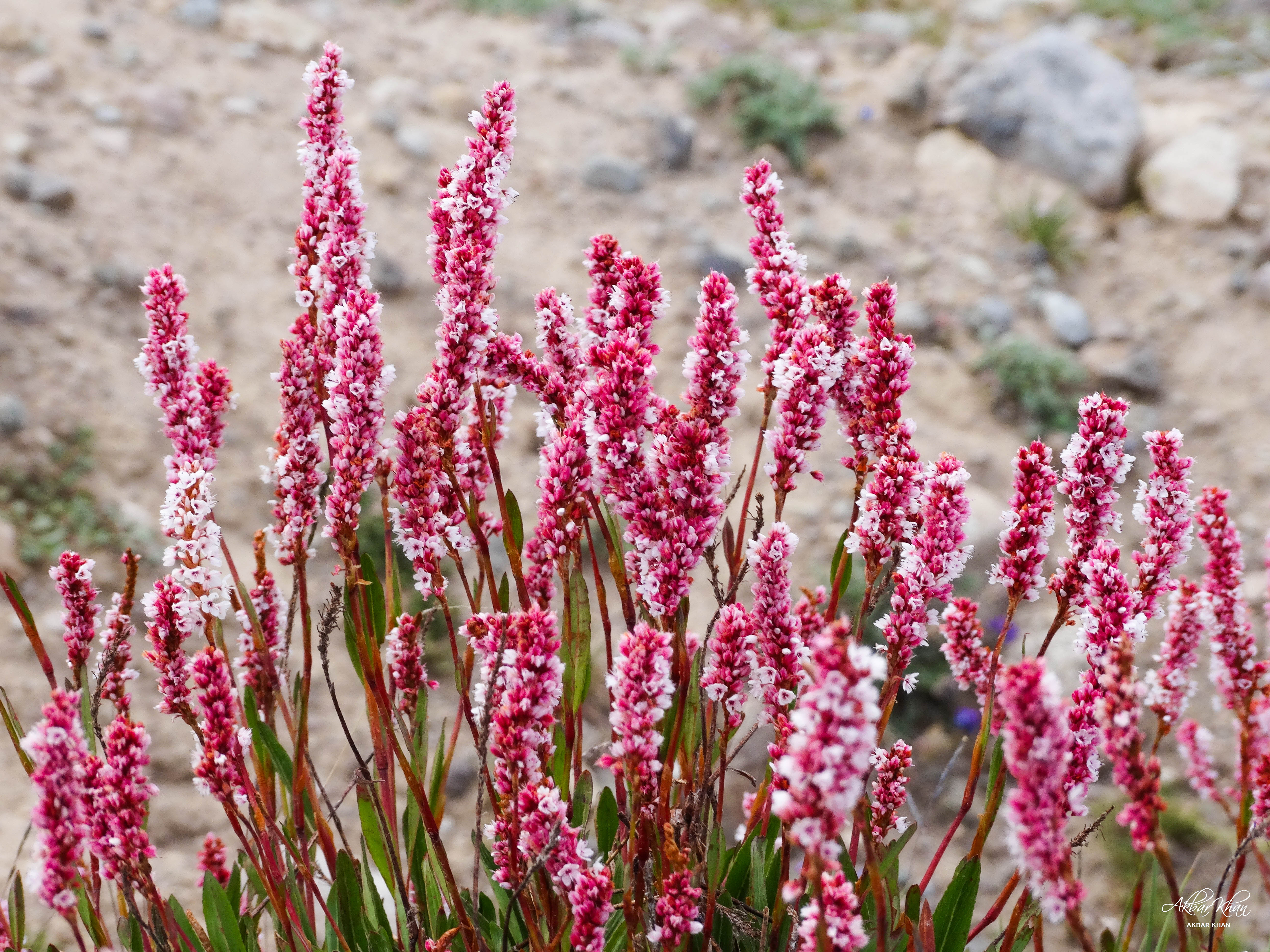
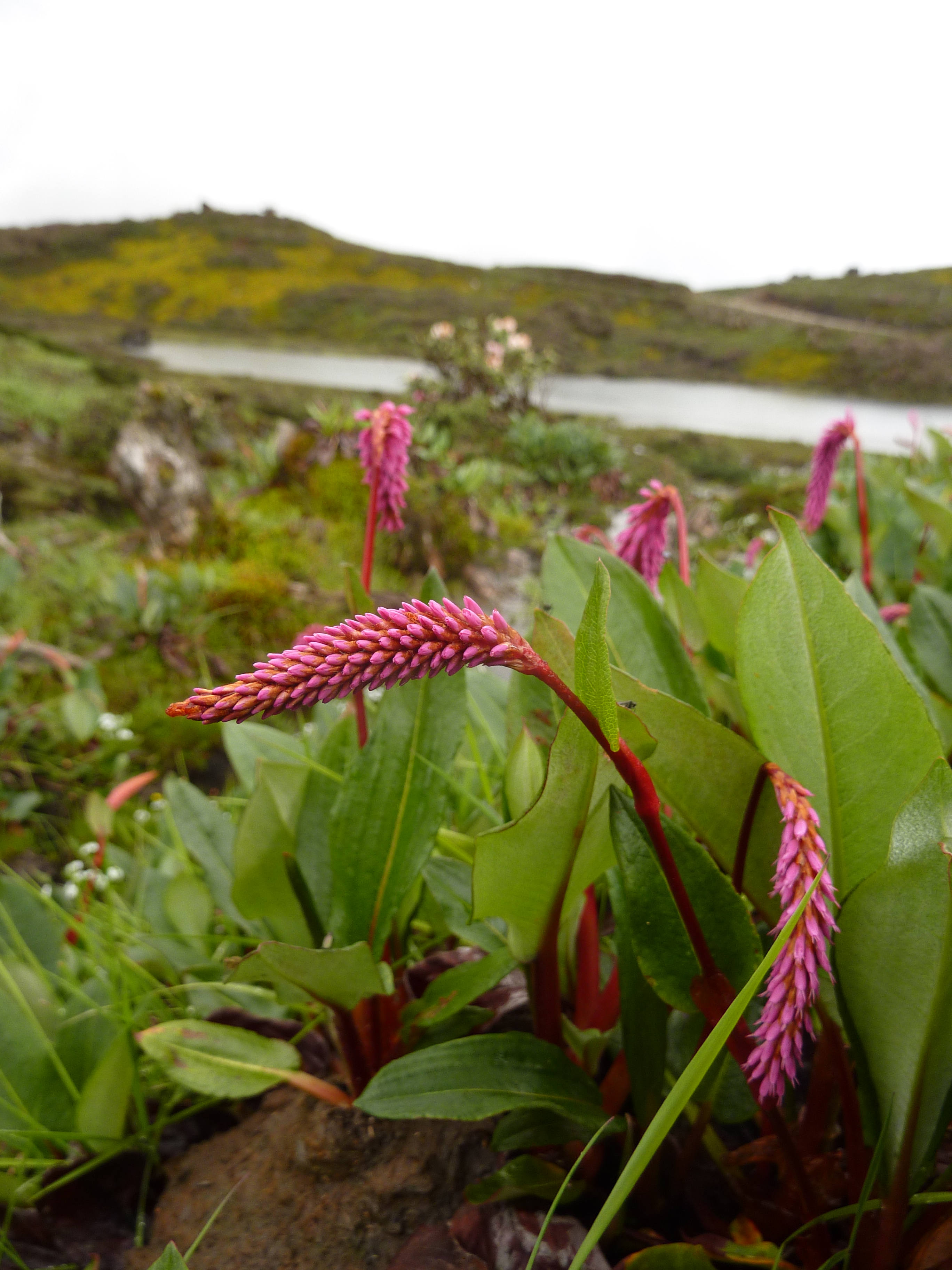
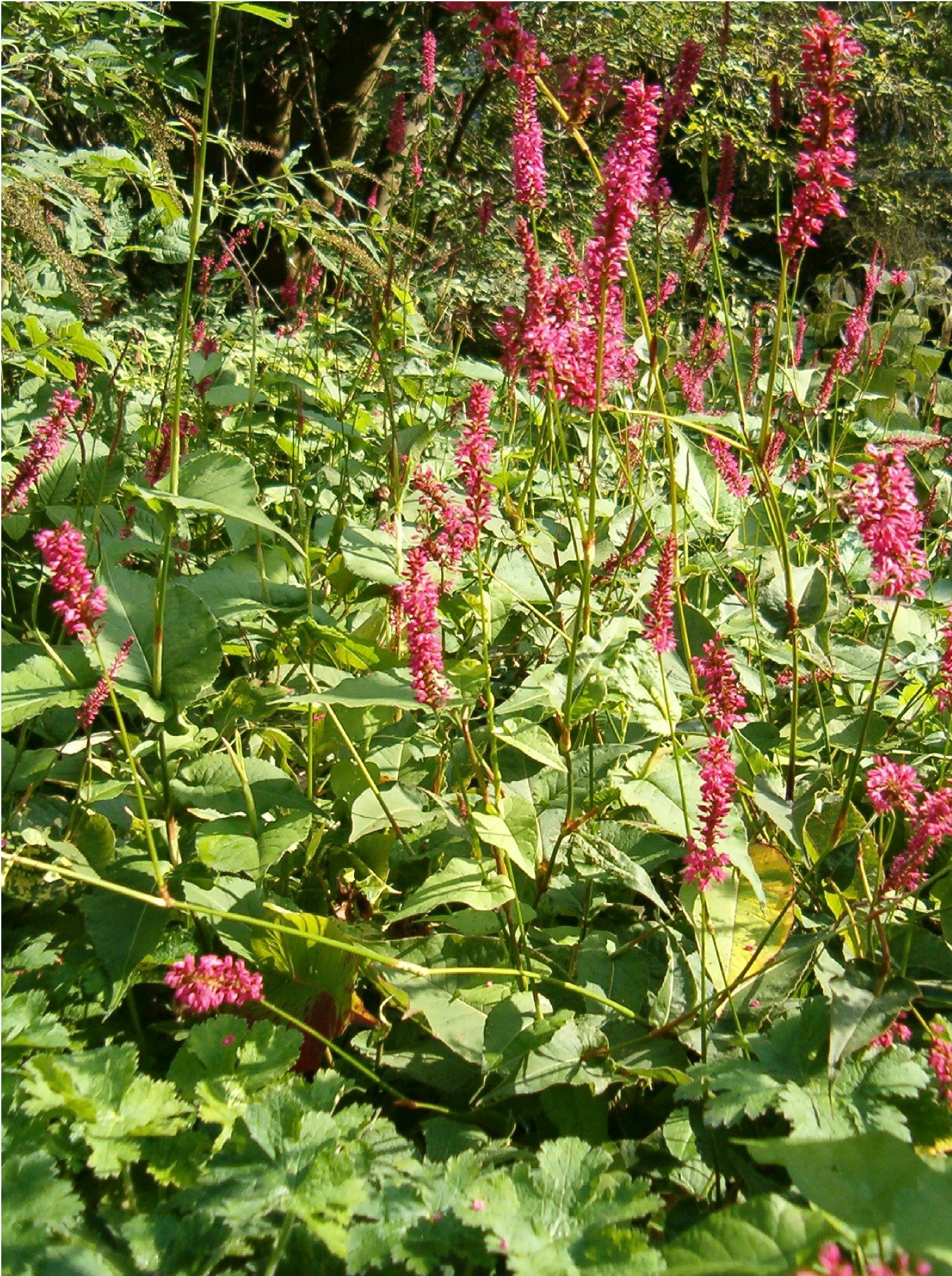
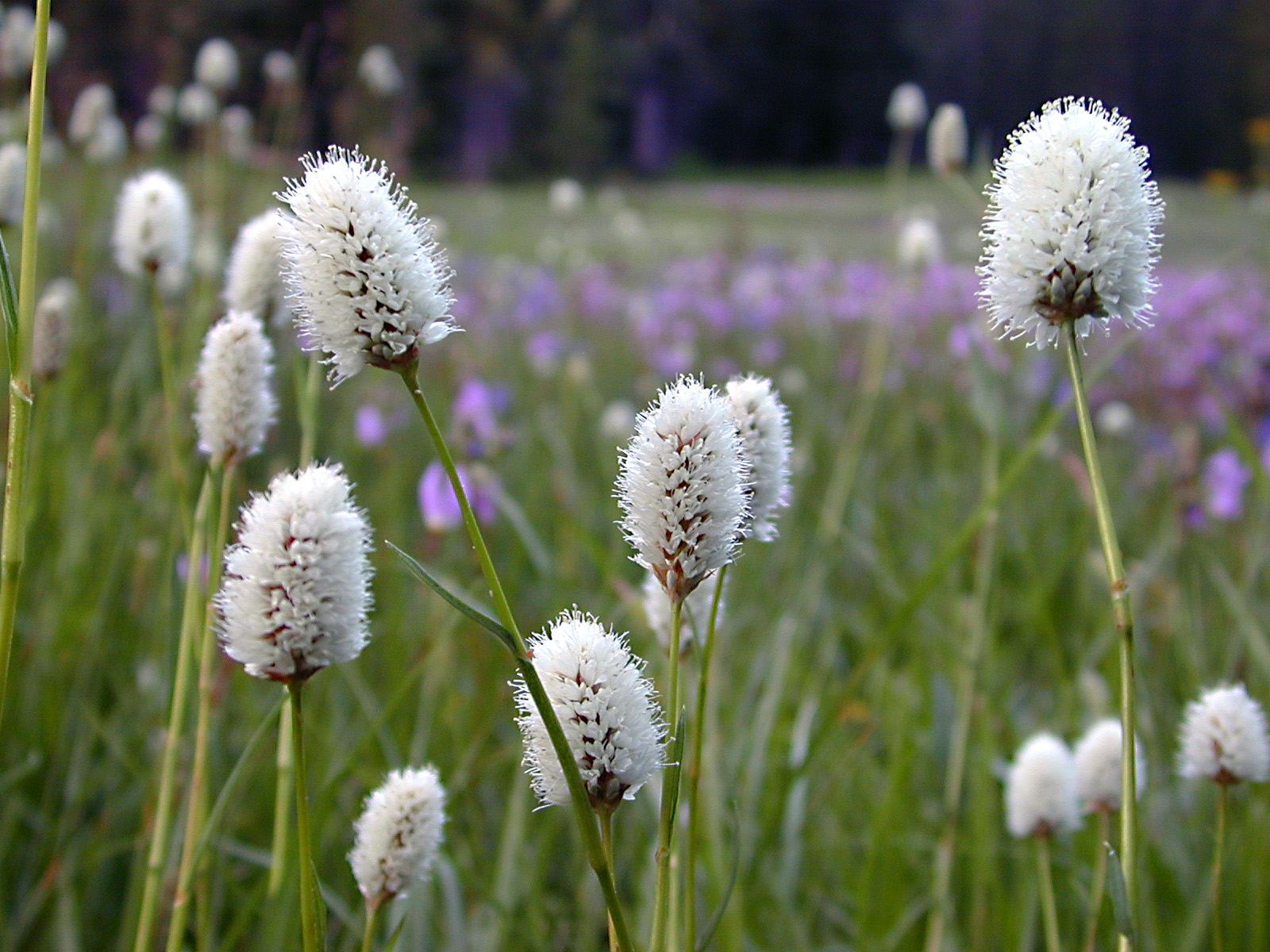
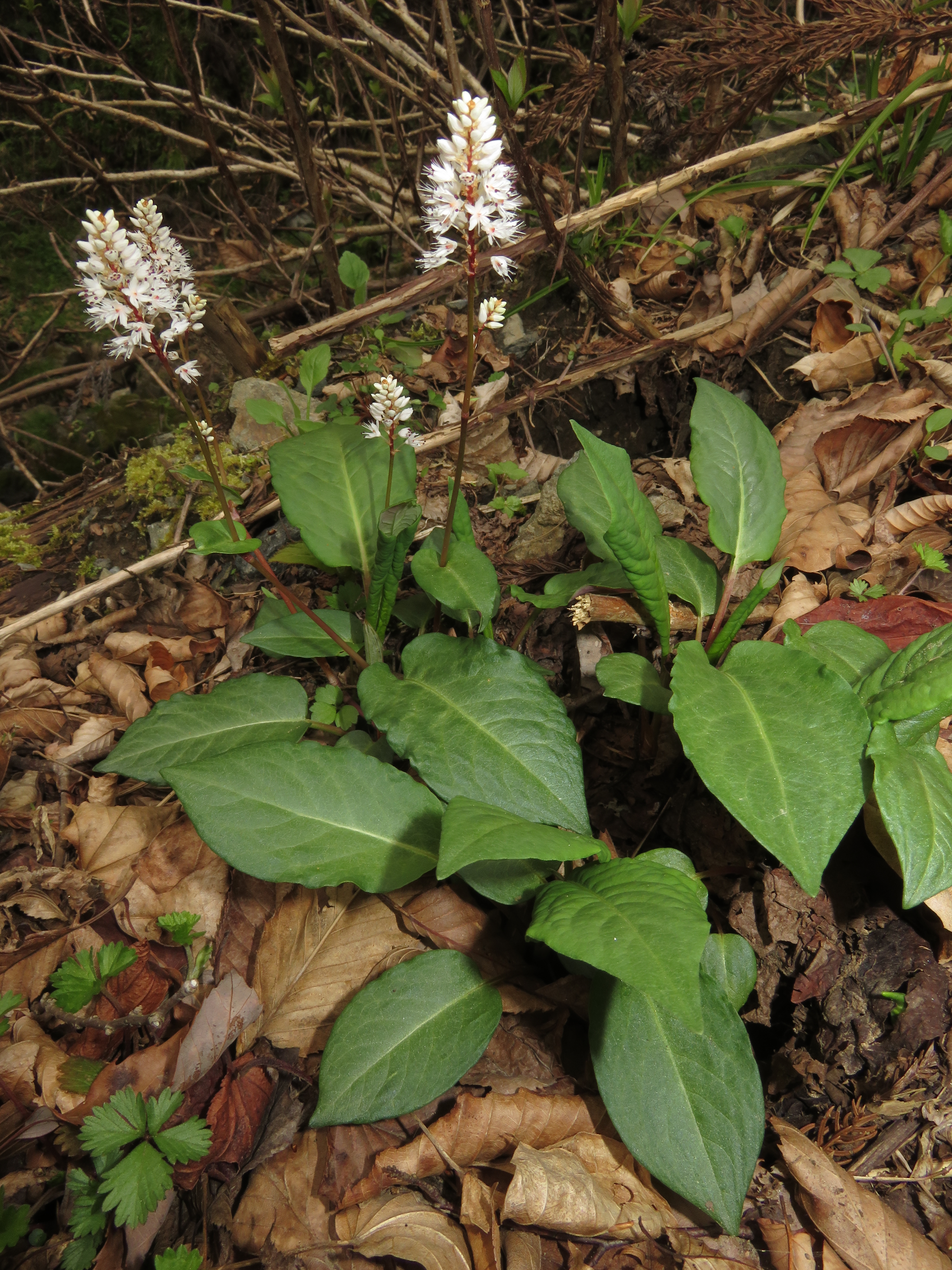